# Китай героически стоит во Вселенной
Китай героически стоит во Вселенной (кит. трад. 中國雄立宇宙間, упр. 中国雄立宇宙间, пиньинь Zhōngguó xióng lì yǔzhòujiān) — гимн Китайской империи (1915—1916). Был принят Управлением ритуальных правил в июне после того, как Юань Шикай был объявлен императором Китая. Его текст был написан Инь Чаном, а музыка — Ван Лу.

## Текст

### Пиньинь
Zhōngguó xióng lì yǔzhoù jiān,

Kuò bā shān,

Huá zhòu lái cóng Kūnlún diān,

Jiāng hú hào dàng shān mián lián,

Xūn huá jí ràng kāi yáo tiān,

Yì wàn nián.

### Традиционное письмо
中國雄立宇宙間，

廓八埏，

華冑來從崑崙巔，

江湖浩蕩山綿連，

勳華揖讓開堯天，

億萬年。